# Paracles vulpina
Paracles vulpina är en fjärilsart som beskrevs av Jacob Hübner 1825. Paracles vulpina ingår i släktet Paracles och familjen björnspinnare. Inga underarter finns listade i Catalogue of Life.

## Bildgalleri

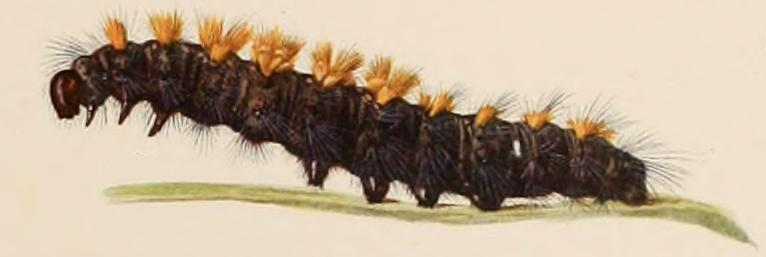